# Idaea faillata
Idaea faillata là một loài bướm đêm trong họ Geometridae.